# Сажное (Саженское сельское поселение)
Сажное — село в Яковлевском районе Белгородской области России, центр Саженского сельского поселения.

## География
Село расположено в срединной части Белгородской области по обоим берегам реки под названием Сажновский Донец, близ места его впадения в Северский Донец, в 9,74 км по прямой к востоку от районного центра, города Строителя, в 18,6 км по прямой к северо-северо-востоку от северо-восточных окраин города Белгорода. В 1,16 км к северо-западу от села расположен одноимённый посёлок в составе соседнего Гостищевского сельского поселения.

## История

### Происхождение названия
В книге В. А. Прохорова «Надпись на карте» название села толкуется как «цветовое»:
«Сажное… возникло, видимо, в конце XVI века. Название по реке Сажный Донец, правому притоку Северского Донца. Здесь „сажный“, видимо, „черный“. „Черных“ речек в топонимии разных стран много».

### Исторический очерк
В книге В. П. Загоровского «Белгородская черта» сообщаются следующие сведения о селе Сажном по состоянию на 1626 год:
«Заселенная часть Белгородского уезда располагалась в промежутке между двумя татарскими дорогами — Муравской и Изюмской — в верховьях Северского Донца. Уезд делился на четыре стана: Сажный, Разумницкий, Коренский, Короченский… Крупнейшим поселением в Сажном стане было село Сажное, которое существует и поныне на берегу реки Сажного Донца. В селе насчитывалось 107 дворов. Остальные поселения стана были невелики. К югу от Сажного стана по реке Разумной находился Разумницкий стан».
По документам переписи 1885 года: Шаховской волости село Сажное — 196 дворов крестьян государственных четвертных, грамотных 73 мужчины из 59 семей, учащихся 30 мальчиков и девочка из 26 семей; все дворы с земельными наделами; у крестьян — 321 рабочая лошадь и 10 жеребят, 282 коровы и 238 телят, 967 овец, 133 свиньи; в селе — «промышленное заведение», 2 торговые лавки и 2 кабака.
В 1927 году в Сажном зарегистрировано товарищество по совместной обработке земли «Пахарь».
С июля 1928 года село Сажное — центр Саженского сельсовета в Белгородском районе.
В 1929 году в селе появился колхоз, получивший вскоре первый трактор — американский «Фордзон».
В середине 1930-х годов после «завершения коллективизации» в Сажном два колхоза: «Красный путиловец» и «Политотделец».
В январе 1935 года «при разукрупнении Белгородского» — был образован Сажновский район: 548,4 км², 30 908 жителей.
При этом райцентром являлось село Сабынино (в 6 км от Сажного).
В годы Великой Отечественной войны в окрестностях села велись ожесточенные, кровопролитные бои с немецко-фашистскими войсками.
4 августа 1943 года подразделения 305-й стрелковой дивизии РККА в районе села Сажного совершили прорыв линии немецкой обороны и начали наступление на Белгород. Здесь же сражались части 375-й стрелковой дивизии РККА.
В январе 1958 года район был преобразован в Гостищевский, Сажново вновь стало центром сельсовета (села Озерово, собственно Сажное и Чурсино и деревни Волобуевка и Клейменово).
В январе 1965 года образовали Яковлевский район, и Саженский сельсовет в полном составе вошел в этот район.
В 1997 году село Сажное в Яковлевском районе — центр Саженского сельского округа, в составе которого числилось 5 сёл: Волобуевка, Клейменово, Озерово, собственно Сажное и Чурсино.
В 2006 году село Сажное числится в составе Кривцовского сельского поселения Яковлевского района.

## Население
X ревизия в 1858 году записала в селе Сажном Корочанского уезда «618 душ мужскаго пола».
Согласно данным переписи 1885 года, в Сажном было 1345 жителей (675 мужчин, 670 женщин).
В 1890 году в селе Сажном насчитали 1415 жителей (720 мужчин, 695 женщин), в Сажном хуторе — 21 (11 мужчин, 10 женщин).
На 1 января 1932 года в Сажном — 2250 жителей.
По данным переписей населения в селе Сажном на 17 января 1979 года — 573 жителя, на 12 января 1989 года — 337 (122 мужчины, 215 женщин), на 1 января 1994 года — 165 хозяйств и 297 жителей. В 1997 году в Сажном 149 дворов, 299 жителей; в 1999 году — 272 жителя, в 2001 году — 278.
| 2002 | 2010 |
| ---- | ---- |
| 308  | ↘241 |

## Инфраструктура
По состоянию на 1995 год в Сажном — 5 фермерских хозяйств, медпункт, клуб, неполная средняя школа.

## Интересные факты
В XIX веке селе был развит дужный промысел — «производство дуг» — и косовица — косари из Сажного уходили на заработки в другие села и уезды.

## Достопримечательности
Памятник 1969 года на братской могиле советских воинов, погибших в боях с фашистскими захватчиками в 1943 году.